# جو مدیسن کرو
زادهٔ۲۷ اکتبر ۱۹۱۳

درگذشت۳ آوریل ۲۰۱۶

ملیتایالات متحده آمریکاجوایزنشان افتخار آزادی رئیس‌جمهوری
 نشان ستاره برنزی
 لژیون دونور
جو مدیسن کرو (انگلیسی: Joe Medicine Crow; ۲۷ اکتبر ۱۹۱۳ – ۳ آوریل ۲۰۱۶) یک جنگ سالار سرخ پوست، نویسنده و تاریخ‌دان بومیان آمریکایی بود. او آخرین فرد از قبیله کلاغ بود که با انجام ملزومات آیینی (رهبری یک عملیات حمله، تصرف ۵۰ اسب از دشمن، و لمس کردن یک دشمن در میدان نبرد بدون کشتن او) به مقام جنگ سالاری رسید.

وی برای خدماتش در جنگ جهانی دوم برندهٔ جوایزی همچون نشان ستاره برنزی، نشان افتخار آزادی رئیس‌جمهوری، و لژیون دونور (شوالیه) شده است.